# 沙喇
沙喇（？—1687年），喀尔喀蒙古札萨克图汗部的第五代汗，成衮的儿子。
成衮与土谢图汗察珲多尔济结下仇怨。1686年，成衮卒，其子沙喇继位。1687年，准噶尔部噶尔丹和沙喇结盟，一起对抗土谢图汗。察珲多尔济知到沙喇的动向，于同年秋天，联络阿拉善的罗卜藏衮布拉布坦，领兵一万出击札萨克图汗沙喇，杀害沙喇，其弟策妄扎布即位。喀尔喀陷入内戰。噶尔丹乘机挥师东进，成为康熙亲征噶尔丹的导火索。。